# Говардвілл (Міссурі)
Говардвілл (англ. Howardville) — місто (англ. city) в США, в окрузі Нью-Мадрид штату Міссурі. Населення — 277 осіб (2020).

## Географія
Говардвілл розташований за координатами 36°34′6″ пн. ш. 89°35′50″ зх. д. / 36.56833° пн. ш. 89.59722° зх. д. (36.568450, -89.597123).  За даними Бюро перепису населення США в 2010 році місто мало площу 0,59 км², уся площа — суходіл.

## Демографія
Згідно з переписом 2010 року, у місті мешкали 383 особи в 160 домогосподарствах у складі 101 родини. Густота населення становила 648 осіб/км².  Було 192 помешкання (325/км²).
Расовий склад населення:
| - 92,4 % — чорних або афроамериканців - 5,7 % — білих - 1,0 % — азіатів |

До двох чи більше рас належало 0,8 %. Частка іспаномовних становила 0,5 % від усіх жителів.
За віковим діапазоном населення розподілялося таким чином: 33,9 % — особи молодші 18 років, 51,7 % — особи у віці 18—64 років, 14,4 % — особи у віці 65 років та старші. Медіана віку мешканця становила 29,7 року. На 100 осіб жіночої статі у місті припадало 70,2 чоловіків;  на 100 жінок у віці від 18 років та старших — 53,3 чоловіків також старших 18 років.
Середній дохід на одне домашнє господарство  становив 26 337 доларів США (медіана — 18 684), а середній дохід на одну сім'ю — 24 445 доларів (медіана — 19 342). Медіана доходів становила 28 125 доларів для чоловіків та 21 607 доларів для жінок. За межею бідності перебувало 52,4 % осіб, у тому числі 91,5 % дітей у віці до 18 років та 46,0 % осіб у віці 65 років та старших.
Цивільне працевлаштоване населення становило 99 осіб. Основні галузі зайнятості: освіта, охорона здоров'я та соціальна допомога — 29,3 %, виробництво — 22,2 %, транспорт — 17,2 %.